# Hebrus major
Hebrus major är en insektsart som beskrevs av Champion 1898. Hebrus major ingår i släktet Hebrus och familjen vitmosseskinnbaggar. Inga underarter finns listade i Catalogue of Life.